# Schatz von Boscoreale

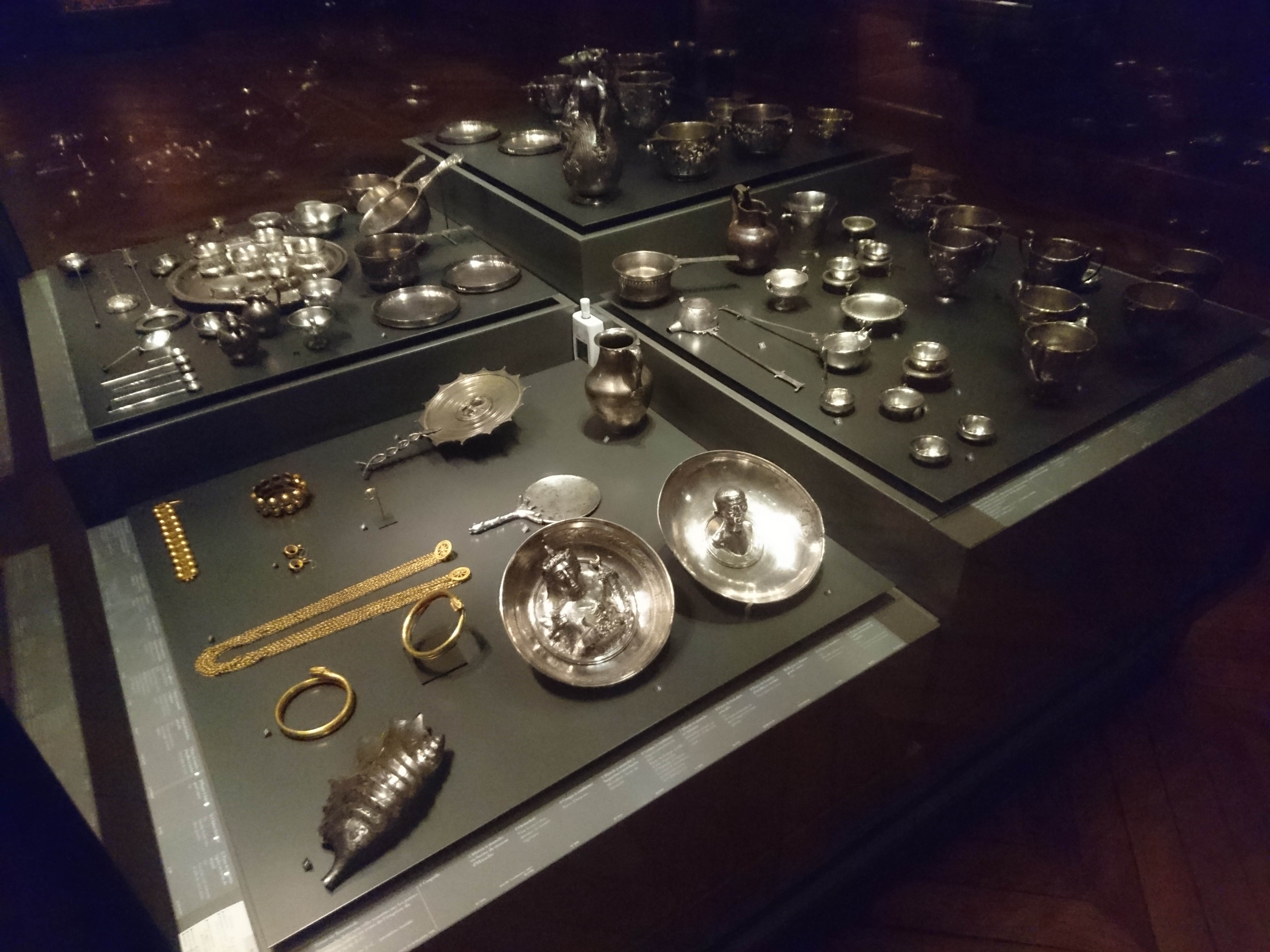
Schatz von Boscoreale im Louvre

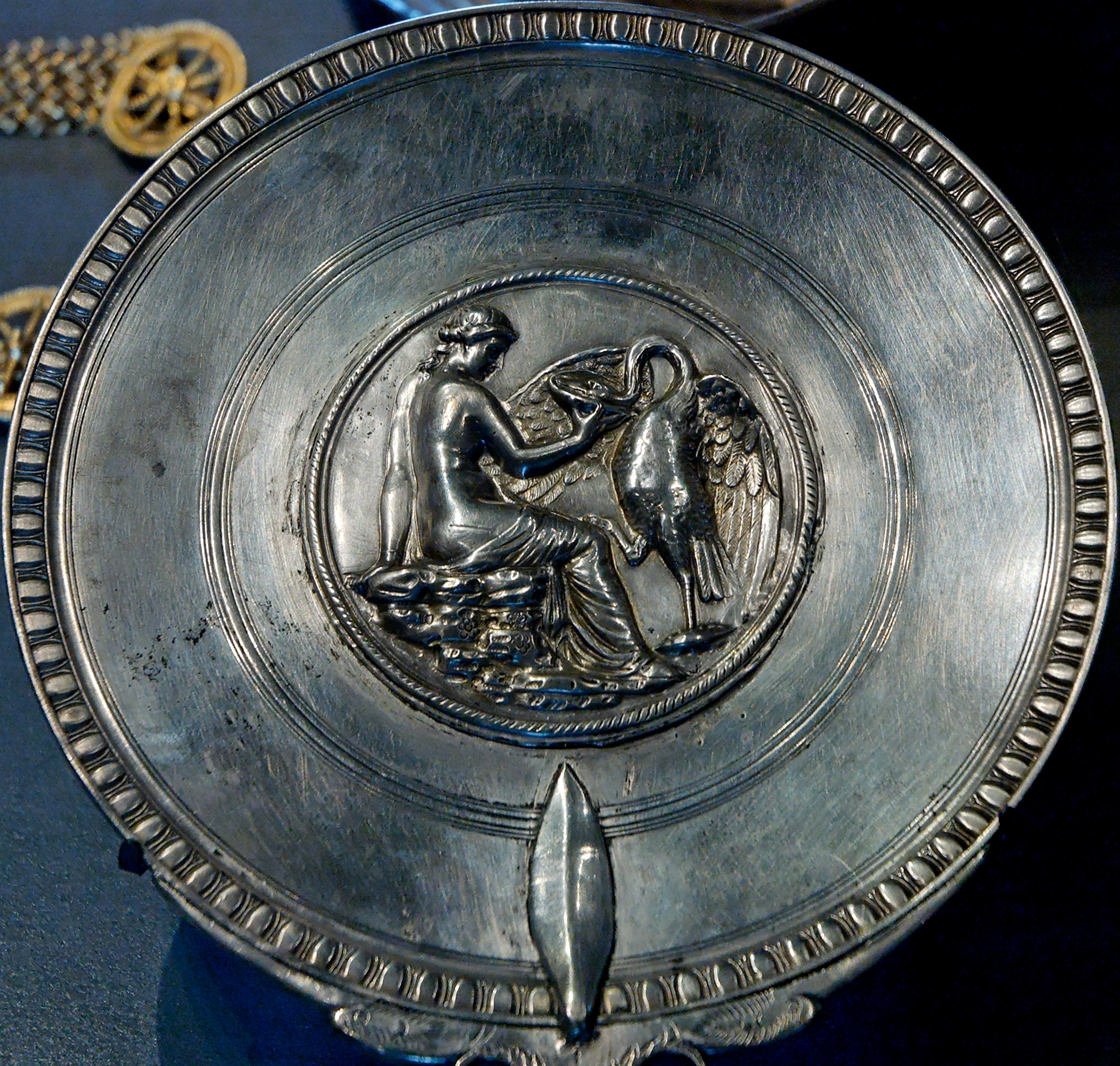
Handspiegel aus dem Schatz von Boscoreale, Paris, Louvre Bj 2159

Als Schatz von Boscoreale wird ein 1895 in der sogenannten Villa Pisanella, einer römischen villa rustica in Boscoreale am Südhang des Vesuvs, aufgefundener, aus 109 Teilen bestehender Depotfund bezeichnet. Der Großteil des Schatzes gelangte 1895 als Geschenk von Edmond de Rothschild in das Musée National du Louvre in Paris, die restlichen Teile als Geschenk der Familie Rothschild erst 1990.
Der Großteil der Fundstücke stammt aus der frühen römischen Kaiserzeit. Neben einigen schlichten Gefäßen besticht er vor allem durch meisterhaft gearbeitete Schalen und Becher. Am bekanntesten sind dabei der Augustus-, der Tiberius- und der Skelettbecher. Zum Schatz gehören auch drei signierte Objekte: zwei Skyphoi des Toreuten Sabinus sowie ein Spiegel des Marcus Domitius Polygnos.

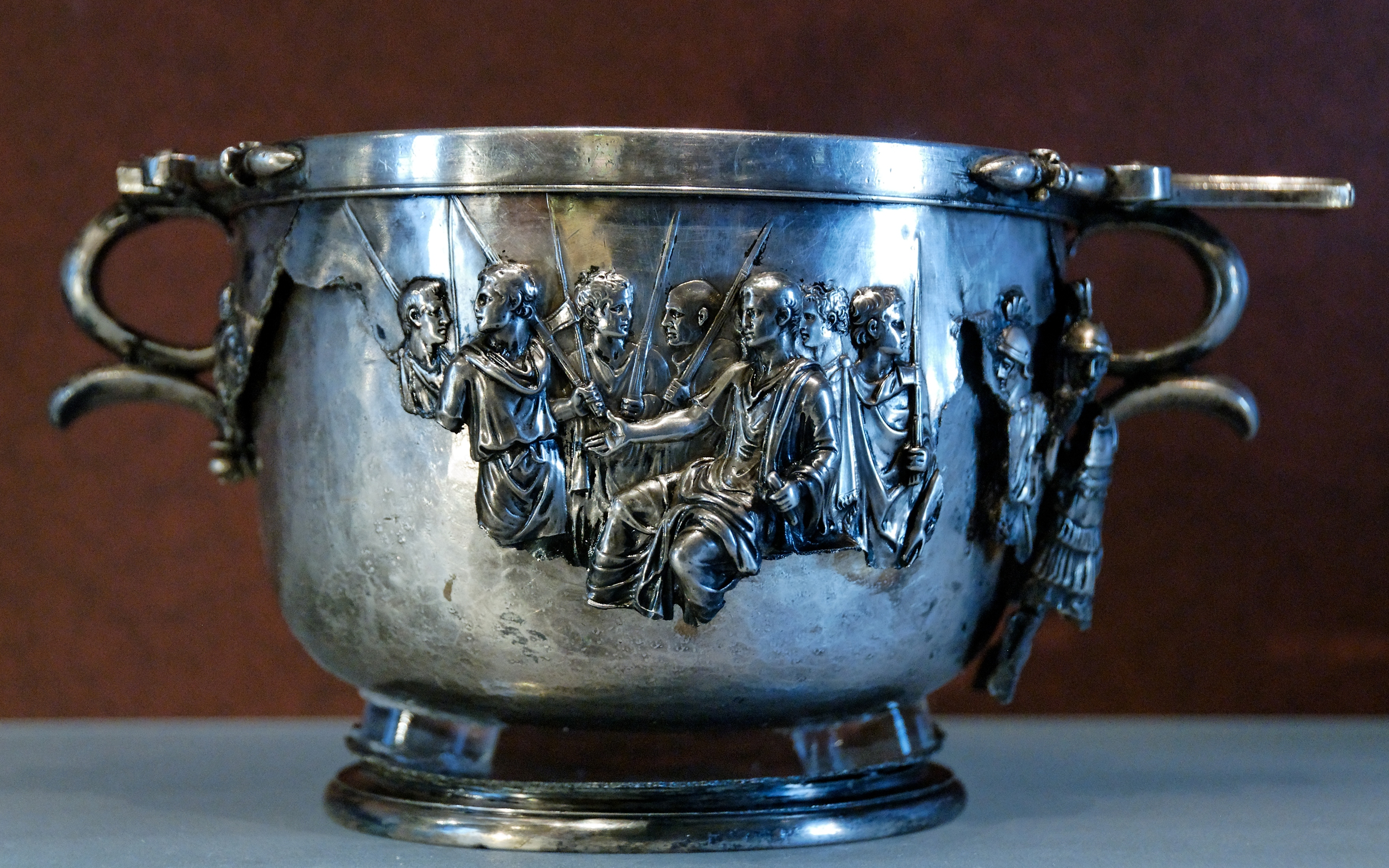
Augustusskyphos
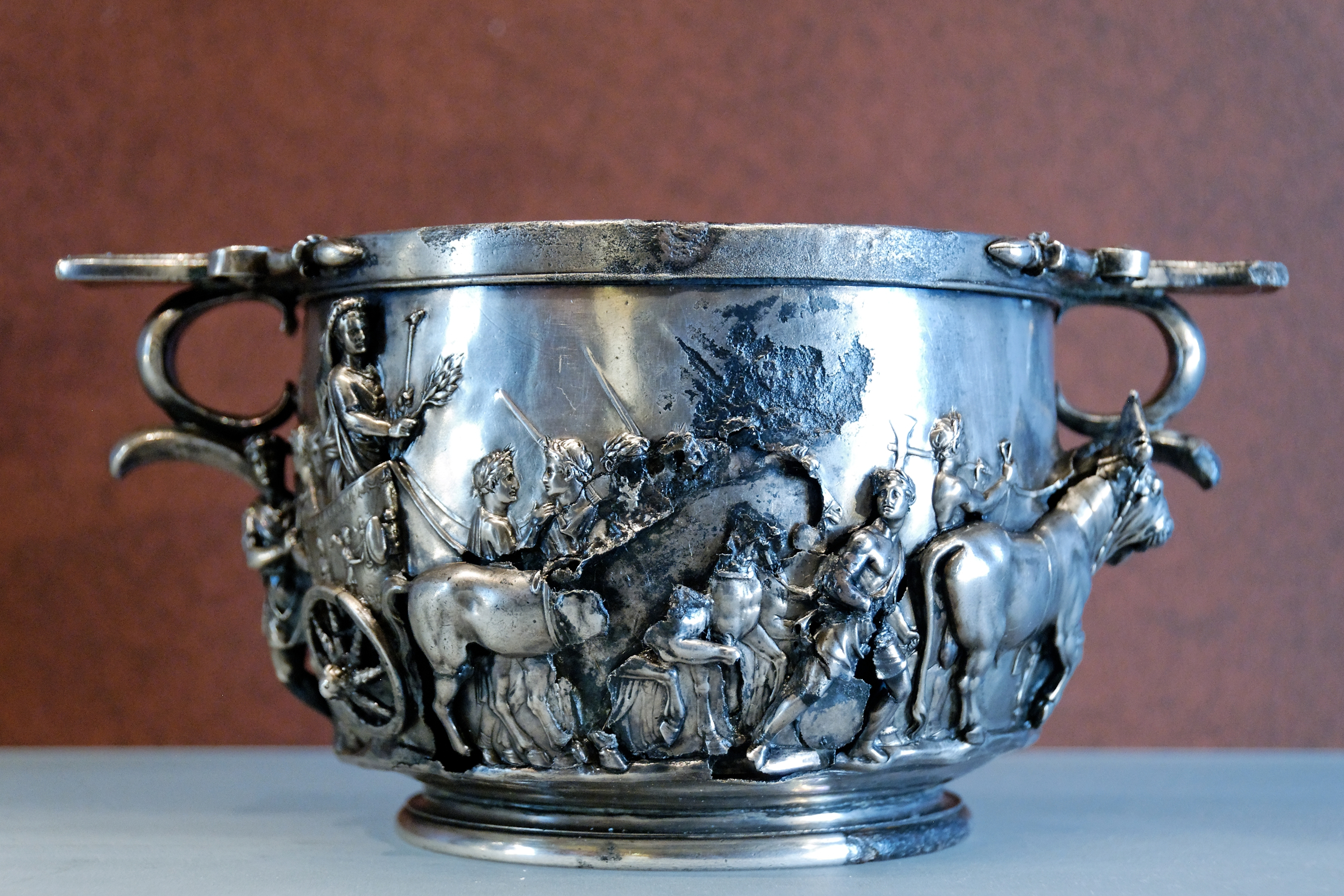
Tiberiusskyphos
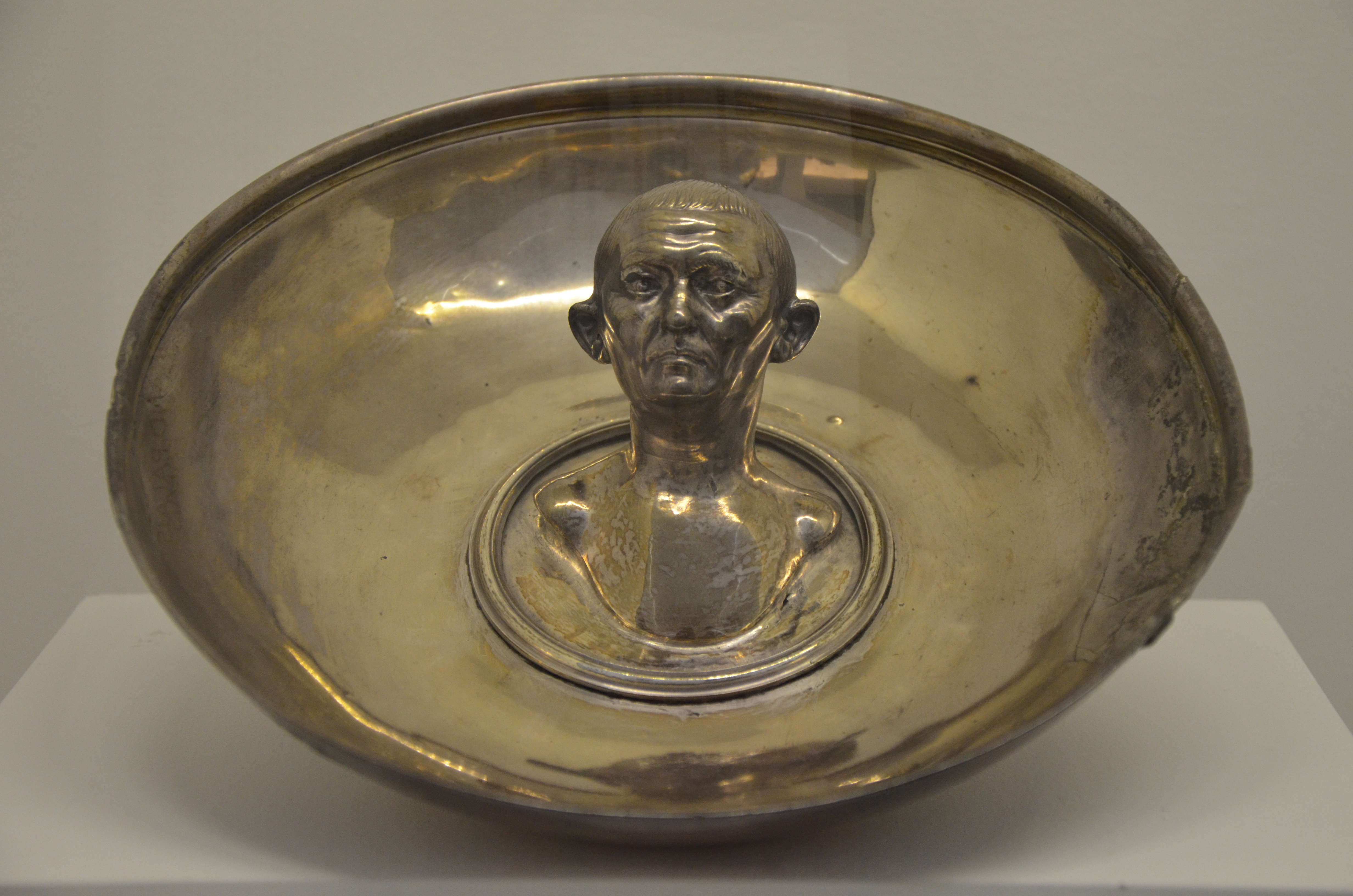
Schale mit Büste
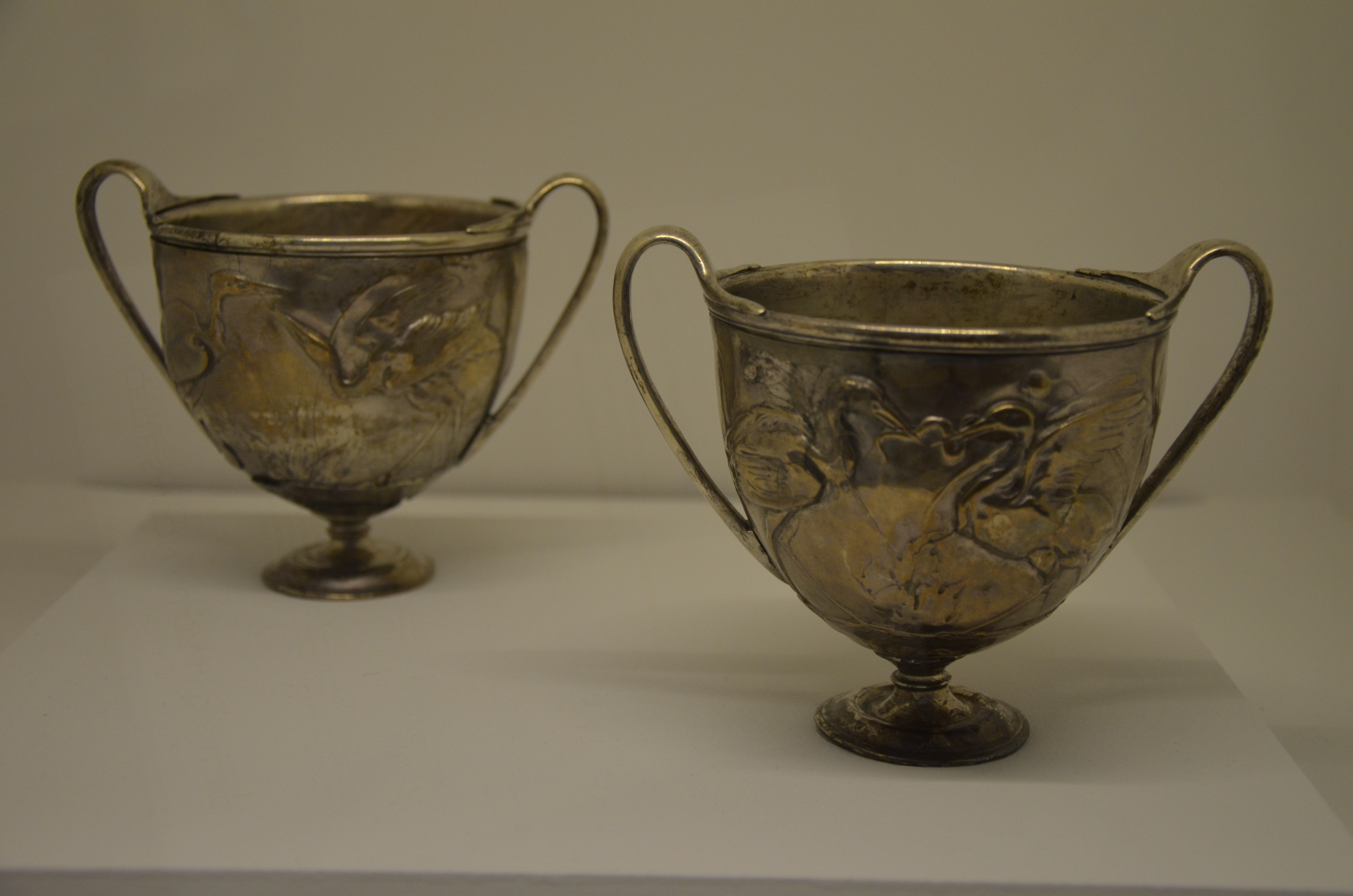
Skyphoi mit Vögeln